# Hipparionini
Hipparionini je izumrli tribus potprodice Equinae čiji su pripadnici živjeli prije 15.97 – 0.3 milijun godina tj. od ranoga miocena do sredine pleistocena. Nastanjivali su šumske, šumsko-stepske i stepske krajeve Sjeverne Amerike, Euroazije, Afrike gdje su bili dio tzv. hipparionske faune.

## Taksonomija
- Rod † Cormohipparion Skinner i MacFadden 1977. Sjeverna i Srednja Amerika, srednji i kasni miocen
- Rod † Eurygnathohippus  Van Hoepen 1930. Afrika, kasni miocen – rani pliocen
- Rod † Hipparion  de Christol 1832. Euroazija, Afrika i Sjeverna Amerika, srednji miocen – srednji pleistocen
- Rod † Hippotherium  Kaup 1832. Euroazija, Afrika i Sjeverna Amerika, srednji miocen – pleistocen
- Rod † Nannippus  Matthew 1926. Sjeverna Amerika, srednji i kasni miocen
- Rod † Neohipparion  Gidley 1903. Sjeverna i Srednja Amerika, srednji i kasni miocen
- Rod † Pseudhipparion  Ameghino 1904. Sjeverna Amerika, miocen